# Cantone di Pays de Morlaàs et du Montanérès
Il cantone di Pays de Morlaàs et du Montanérès è una divisione amministrativa dell'arrondissement di Pau.
È stato costituito a seguito della riforma approvata con decreto del 25 febbraio 2014, che ha avuto attuazione dopo le elezioni dipartimentali del 2015.

## Composizione
Comprende i seguenti 44 comuni:
- Abère
- Andoins
- Anos
- Arrien
- Artigueloutan
- Baleix
- Barinque
- Bédeille
- Bentayou-Sérée
- Bernadets
- Buros
- Casteide-Doat
- Castéra-Loubix
- Escoubès
- Eslourenties-Daban
- Espéchède
- Gabaston
- Higuères-Souye
- Labatut
- Lamayou
- Lée
- Lespourcy
- Lombia
- Maucor
- Maure
- Momy
- Monségur
- Montaner
- Morlaàs
- Ouillon
- Ousse
- Ponson-Debat-Pouts
- Pontiacq-Viellepinte
- Riupeyrous
- Saint-Armou
- Saint-Castin
- Saint-Jammes
- Saint-Laurent-Bretagne
- Saubole
- Sedze-Maubecq
- Sedzère
- Sendets
- Serres-Morlaàs
- Urost